# Tom Becker
Tom Becker, verkligt efternamn  Beckerlegge, född 1981, är en brittisk barnboksförfattare. Han studerade historia vid Jesus College, Oxford. Han vann Waterstone's Children's Book Prize för sin bok, Darkside, vid 25 års ålder.